# ديسكوغرافيا أريانا غراندي
أصدرت المغنية الأمريكية أريانا غراندي ست ألبومات استديو، ألبوم جامع، وأربع أسطوانات و41 أغنية منفردة، وستة وثلاثون فيديو موسيقي. في يونيو عام 2013 قامت بإصدار ألبومها الأول يورز ترولي. في 26 مارس عام 2013، صدرت غراندي أول أغنية أدتها من ألبومها الأول، "The Way" بجانب مغني الراب ماك ميلر. وفي هذه الأغنية بيع منها أكثر من 120,000 نسخة في ال 48 ساعة الأولى ، وبيع أكثر من 219,000 نسخة في الاسبوع الأول. أغنية "Baby I" و "Right There"، بجانب مغني الراب بيغ شون وهي الأغاني الفردية لألبومها الأول يورز ترولي.
في أغسطس 2014 أصدرت أريانا ثاني ألبوماتها تحت اسم ماي إيفيرثينغ، الذي حصل على المركز الأول ضمن أعلى 200 ألبوم بيللبورد بالولايات المتحدة، والأغنية الأساسية للألبوم المسماة بروبليم والتي حققت وبحسب جهات ومواقع إلكترونية أعلى الأغاني بحثا للاستماع على الإنترنت.
في ماي 2016 أطلقت أريانا ألبومها الثالت دينجروس وومان، وقد حقق المرتبة الثانية ضمن أعلى الأغاني في الولايات المتحدة والمملكة المتحدة، أغنية الألبوم الأساسية المسماة بنفس الإسم أصدرت في 11 مارس 2016، وقد رشحت ضمن العشرة الأوائل كأفضل الأغاني، بعدها حصلت على المركز السابع ضمن الترتيب الأسبوعي بيلبورد هوت 100 في الولايات المتحدة، كما تضمن الألبوم أغاني حصلت على إشادات هامة وهي إنتو يو وسايد تو سايد وكل يوم.
في 17 أغسطس 2018 أطلقت أريانا ألبومها الرابع سويتنر وقد حصلت أغنيته الرئيسية المركز الثالت في بيلبورد هوت 100.
وآخر ألبوماتها حتى الآن ثانك يو، نيكست الذي أطلقته في 8 فبراير 2019.

## الألبومات
- 2013 - يورز ترولي (بالإنجليزية: Yours Truly)
- 2014 - ماي إيفريثنج (بالإنجليزية: My Everything)
- 2016 - دينجروس وومان (بالإنجليزية: Dangerous Woman)
- 2018 - سويتنر (بالإنجليزية: Sweetener (album))
- 2019 - ثانك يو، نيكست (بالإنجليزية: Thank U, Next)
- 2020 - بوسيشينز  (بالإنجليزية: Positions)
- 2024 - اترنال سنشاين  (بالإنجليزية: Eternal sunshine)

### إحصاءات
| العنوان    | تفاصيل عن الألبوم | مواقع بلوغ الذروة | مواقع بلوغ الذروة | مواقع بلوغ الذروة | مواقع بلوغ الذروة  | مواقع بلوغ الذروة | مواقع بلوغ الذروة     | مواقع بلوغ الذروة | مواقع بلوغ الذروة        | مواقع بلوغ الذروة    | مواقع بلوغ الذروة             | المبيعات               |
| العنوان    | تفاصيل عن الألبوم | بيلبورد 200       | أريا              | توب 40 أوستريا    | أفضل ألبوم في كندا | تراك ليستين       | أفضل ألبوم في إيرلندا | ميغا شارت         | أفضل ألبوم في نيوزيلاندا | أفضل ألبوم في سويسرا | أفضل ألبوم في المملكة المتحدة | المبيعات               |
| ---------- | --- | ----------------- | ----------------- | ----------------- | ------------------ | ----------------- | --------------------- | ----------------- | ------------------------ | -------------------- | ----------------------------- | ---------------------- |
| يورز ترولي | - تاريخ الأصدار: 30 أغسطس، 2013 (الولايات المتحدة) - شركة الإنتاج: تسجيلات ريبوبليك - الشكل: سي دي، أسطوانة، فونوغراف، تحميل رقمي | 1                 | 6                 | 53                | 2                  | 10                | 6                     | 5                 | 11                       | 57                   | 7                             | - نيلسن ساوند: 423,000 |

### أسطوانات مطولة
| العنوان           | التفاصيل |
| ----------------- | --- |
| قبلات عيد الميلاد | - تاريخ الأصدار: ديسمبر 17, 2013 (الولايات المتحدة) - شركة الإنتاج: تسجيلات ريبوبليك - الشكل: فونوغراف، تحميل رقمي |

## الأغاني الفردية
| السنة | الأغنية                               | الألبوم                                  |
| ----- | ------------------------------------- | ---------------------------------------- |
| 2011  | "ضعوا قلوبكم أعلى"                    | لا يوجد ألبوم لهذه الأغنية               |
| 2012  | "بوبيلار سونغ" (مع ميكا)              | ذا أوريجين أو لوف                        |
| 2013  | "ذا واي" (مع ماك ميلر)                | يورز ترولي                               |
| 2013  | "بايبي آي"                            | يورز ترولي                               |
| 2013  | "رايت ذير" (مع بيغ شون)               | يورز ترولي                               |
| 2013  | "لاست كريسميس"                        | قبلات عيد الميلاد                        |
| 2013  | "الحب هو كل شئ"                       | قبلات عيد الميلاد                        |
| 2013  | "سنو إن كاليفورنيا"                   | قبلات عيد الميلاد                        |
| 2013  | "سانتا بايبي" (مع إليزابيث جيليس)     | قبلات عيد الميلاد                        |
| 2013  | "ألموست از نيفير نو" (مع ناثان سايكس) | ألبوم فيلم الأدوات المميتة: مدينة العظام |
| 2014  | "بروبليم" (مع إيجي أزاليا)            | ماي افريثينق                             |

## الفيديو كليبات
| السنة | الفيديو                                          | المخرج         |
| ----- | ------------------------------------------------ | -------------- |
| 2010  | "فريك ذا فريك أوت" (مع فيكتوريا جاستيس)          | ماركوس واغنر   |
| 2011  | "بيغان أون يور نيس" (مع فيكتوريا جاستيس)         | ماركوس واغنر   |
| 2011  | "كل ما أريده هو كل شيء" (مع طاقم ممثلين المنتصر) | ماركوس واغنر   |
| 2011  | "ضعوا قلوبكم أعلى"                               | جيريمي ألتر    |
| 2012  | "ميك أيت إن أمريكا"                              | ماركوس واغنر   |
| 2013  | "ذا واي"                                         | جونز كرو       |
| 2013  | "بوبيلار سونغ"                                   | كريس مارس      |
| 2013  | "ألموست از نيفير نو"                             | نيف تودوروفيتش |
| 2013  | "بايبي آي"                                       | ريان بالوتا    |
| 2013  | "رايت ذير"                                       | نيف تودوروفيتش |
| 2014  | "بروبليم"                                        | نيف تودوروفيتش |
| 2019  | 7 حلقات                                          |                |